# Almonte
Almonte är en kommun och stad i provinsen Huelva i Andalusien, i södra Spanien. Folkmängden uppgår till cirka 19 000 invånare. Almonte ligger 75 m över havet och 55 km från provinshuvudstaden Huelva. I närheten av Almonte finns stranden vid Matalascañas och byn El Rocío (dessa orter ingår i Almontes kommun) samt nationalparken Doñana.

## Fritid
Almonte har ett kulturhus där det bland annat ges kurser i teckning, gitarr och dans. Ibland anordnas gratis teaterföreställningar.
Det finns ett multisportcenter "El polideportivo" där det bland annat finns fotbollsplaner och en simhall.

## Klimat
Området har medelhavsklimat men med påverkan från Atlanten. Somrarna är mycket heta och vintrarna milda. Det regnar inte så mycket i Almonte, nederbörden överstiger inte 700 mm/år.